# Aeroportul Kiwayu
Aeroportul Kiwayu (IATA: KWY) este un aeroport din Kenya ce deservește zona Kiwayu⁠(d). A fost numit după zona deservită.
Situat la o altitudine de 7 m, aeroportul dispune de o singură pistă. Este operat de Mamlaka ya Viwanja vya Ndege ya Kenya⁠(d).